# Rudolf Ströbel
Rudolf Ströbel (* 9. April 1910 in Stuttgart; † 1972 in Schwenningen) war ein deutscher Museumsleiter, Archäologe und Heimatpfleger, der im Bereich der Ur- und Frühgeschichte forschte und seit 1949 am Heimatmuseum in Schwenningen wirkte, zwischen 1964 und 1972 als dessen Leiter.

## Leben
Ströbel studierte von 1929 bis 1934 Vor- und Frühgeschichte an der Universität Tübingen und wurde 1934 bei dem damaligen Privatdozenten Hans Reinerth promoviert. Seit 1929 war er Mitglied der Studentenverbindung Luginsland Tübingen.  In der Zeit des Nationalsozialismus veröffentlichte er Aufsätze in den von seinem akademischen Lehrer Reinerth herausgegebenen Zeitschriften Germanen-Erbe und Mannus. Zeitschrift für Deutsche Vorgeschichte. Zusammen mit seinem akademischen Lehrer Reinerth, den Professoren Friedrich Gerke und Rudolf Stampfuß sowie den Studenten Joachim Benecke und dem Fotografen Heinz Dürr reiste Ströbel als Teil des Sonderstabs Vorgeschichte des Einsatzstabes Reichsleiter Rosenberg vom 22. September bis zum 24. November 1942 über Krakau und Kiew, weiter den Dnjepr entlang, auf die Krim und in den Kaukasus „zur Überprüfung und Sicherung der Fundstätten“, wie es in den Reisenotizen Reinerths heißt. Ströbels Beteiligung an dieser Reise ist durch die Reisenotizen Reinerths und ein dort entstandenes Foto belegt. Unklar ist, inwieweit Ströbel aktiv am Kulturgüterraub des Einsatzstabes Reichsleiter Rosenberg beteiligt war. Nach 1945 hielt sich Rudolf Ströbel in Tübingen auf, bevor er 1949 nach Schwenningen zog.
Mehr als 20 Jahre war Rudolf Ströbel im Heimatmuseum Schwenningen tätig. Er war für die Konzeption der Dauerausstellung verantwortlich, die zum Teil bis heute erhalten ist. Während der 1960er Jahre entstanden unter Ströbels Leitung auch eine Reihe von völkerkundlichen Sonderausstellungen, angeregt durch die Expeditionen des Schwenninger Fotografen und Dokumentarfilmers Hermann Schlenker: In gemeinsamer Arbeit präsentiert wurden Lebenswelten aus damals weitgehend unerforschten Regionen, aus Island und Grönland, aus dem Amazonasbecken, aus Zentralafrika, aus Südamerika und aus Südostasien.
Zudem arbeitete er an einer Chronik der Stadt Schwenningen und wirkte beim Aufbau des Stadtarchivs mit.
Im Rahmen seiner Aufgaben als Denkmalpfleger für den damaligen Kreis Rottweil führte Rudolf Ströbel etliche Grabungen durch; zu den erfolgreichsten gehört der Fund eines Urkuh-Beckens mit Pfeilspitze auf dem Gelände des Alten Friedhofs in Schwenningen, aber auch die Entdeckung eines umfangreich angelegten Römerbades nahe der Lorenzkapelle in Rottweil.

## Schriften
- Unseres Volkes Ursprung. 5000 Jahre nordisch-germanische Kulturentwicklung (= Nationalpolitische Aufklärungsschriften 2). Propagandaverlag P. Hochmuth, Berlin 1935
- Sport der Germanen, Berlin: Nordischer Verl. Precht 1936
- Führer durch die Ausstellung Lebendige Vorzeit im Lichthof der Technischen Hochschule Berlin-Charlottenburg vom 15. Februar bis 15. April 1937, Berlin 1937
- Die Pfahlbauten des Wauwiler Mooses. Ein Führer durch die Kleinfunde der Ausgrabungen 1932/33 im Naturhistorischen Museum des Kantons Luzern, Luzern 1938
- Der Reiter von Valsgärde: Erläuterung zu dem gleichnamigen Kunstblatt von Wilhelm Petersen. Leipzig. Wachsmuth 1938
- Feuersteingeräte der Pfahlbaukultur (= Mannus-Bücherei 66). Kabitzsch, Leipzig 1939 (Dissertation).
- England und der Kontinent in vor- und frühgeschichtlicher Zeit, in: Germanenerbe 5, 1940, S. 162–177
- Der Verkehr der nordischen Vorzeit: Die Geschichte d. Forschung; Die Verkehrsentwicklung bis zum Ende d. Eiszeitalters. Berlin ; Amsterdam ; Prag ; Wien : Volk u. Reich Verlag, 1943
- Land und Leute am oberen Neckar – Ein Blick auf die Kreise Horb, Rottweil, Tuttlingen. In: Württemberger Land H. 8, S. 8–12, 1953
- Vor- und frühgeschichtliche Funde beim Bau des Städtischen Krankenhauses in Schwenningen am Neckar von 1952–1956. In: Heimatblättle 1957, 1–3, 7–8, 10–12; 1958, 1–10 ; 1959, 1, 2, 8, 1l.
- Tardenoisspitze in einem Bovidenknochen von Schwenningen am Neckar (Kr. Rottweil). In: Fundberichte aus Schwaben. Neue Folge 15, S. 103–106, 1959.
- Ein Lochstab mit Pferdegravierungen von Laugerie-Intermediaire in der Sammlung für Urgeschichte der Universität Erlangen. In: Festschrift für Lothar Zotz / Steinzeitfragen der Alten und Neuen Welt, hrsg. v. G. Freund, S. 493–506, Bonn 1960
- Ausgrabungen am Dreifaltigkeitsberg. In: Rund um die Zahlenrolle – Hengstler-Zählerpost Jg. 4, Nr. 11, Aldingen Kr. Tuttlingen 1960
- Schwenningen am Neckar / 16 Szenen aus Schwenningens Vergangenheit. Goldenes Buch der Stadt und Sonderdrucke, Schwenningen 1964
- Die Schwenninger Flurnamen auf der Flurkarte von 1839. In: "Heimatblättle 1964 Nr. 4, 9, 10, 12; 1965 Nr. 1–4
- Zeitmessung im Zeitwandel. In: 200 Jahre Schwenninger Uhren 1765–1965, hrsg. v. Peter Kurz, Bd. 4 der Schriftenreihe der Großen Kreisstadt Schwenningen in Verbindung mit dem Heimatverein, Schwenningen 1965, S. 33–76
- Erntegeräte im Museum Schwenningen, 1965
- Der Verkehr der nordischen Vorzeit : die Geschichte des Fortschritts. De Verkehrsentwicklung bis zum Ende des Eiszeitalters (Die Strasse, Schriftenreihe der Straße 27) Amsterdam, Berlin: Volk und Reich, 1943
- Das Magdalenenbergjahr 577 v. Chr. – ein Lichtstrahl ins Dämmer der Vorzeit, Villingen-Schwenningen: Schwenninger Heimatverein, 1973

## Familie
Ströbel heiratete in zweiter Ehe 1950 Ursula (geb. Bohnet, 1921–2008), die als Sekretärin im Landesamt für Denkmalpflege Tübingen tätig war; das Paar hatte drei Kinder. Ursula Ströbel wirkte ehrenamtlich im Heimatmuseum Schwenningen mit und wurde dort nach dem Tod ihres Mannes kommissarische Leiterin.